# Dipteryx odorata
Dipteryx odorata (Aubl.) Forsyth f. è una pianta arborea tropicale della famiglia delle Leguminose.
I semi dei suoi frutti sono comunemente detti fave di Tonka e vengono essiccati e utilizzati per scopi culinari o cosmetici.

## Descrizione
La pianta D. odorata è anche detta Cumaru, Kumaru o Cumaruna in base al nome attribuito dai nativi sudamericani di etnia Guaraní. L'albero adulto raggiunge i 25-30 metri di altezza e il diametro del tronco supera il metro. La corteccia è liscia e grigia mentre il legno è marrone scuro con tinte che tendono al rossastro. 
La fillotassi della pianta è contraddistinta da foglie composte pennate alternate. Queste foglie sono costituite da 3 a 5 foglioline. I fiori sono bianchi o rosa e violetti.
I frutti sono simili a quelli del mango e contengono un seme scuro simile a un dattero, comunemente detto fava di Tonka o fave tonka.

## Distribuzione e habitat
Dipteryx odorata è nativa del Sud America dove cresce negli stati più umidi e boschivi del Brasile come Mato Grosso, Pará e Amazonas. Cresce anche sulla costa settentrionale del Sud America, come in Guyana, Guyana francese, Suriname, Venezuela, fino alla Colombia e al Perù.
Viene coltivato anche a Trinidad e Tobago e in stati africani come Kenya e Nigeria.

## Usi
Il legno dell'albero di Cumaru è utilizzato per l'edilizia e per la costruzione di mobili.
Il profumo intenso delle fave essiccate le rende ottime per l'utilizzo in pasticceria. Vengono grattugiate in piccole quantità per aromatizzare dolci, gelato o biscotti. Più raramente vengono utilizzate anche per la preparazione di altri piatti o bevande.
Le Fave di Tonka venivano usate anche come adulterante della vaniglia.
Le Fave di Tonka e i loro estratti (ora sintetizzati anche in laboratorio) vengono anche impiegati per aromatizzare alcune varietà di tabacco da pipa e nella cosmetica, in special modo nella profumeria. L'estratto di queste fave è un componente fondamentale della famiglia olfattiva Fougère.

## Tossicità
I semi di D. odorata possono contenere fino al 10% di cumarina, sostanza tossica che è stata isolata proprio a partire da questi semi. Si ritiene che l'assunzione in quantità elevate possa provocare cancro al fegato ed emorragia.
Proprio per questo motivo, la FDA ha vietato in tutti gli Stati Uniti d'America l'utilizzo delle fave di Tonka nella preparazione di cibi e bevande con un atto del 1954.